# Anaxyrus punctatus
Espèce
Synonymes
- Bufo punctatus Baird & Girard, 1852
- Bufo beldingi Yarrow, 1882

Statut de conservation UICN

 LC  : Préoccupation mineure
Anaxyrus punctatus est une espèce d'amphibiens de la famille des Bufonidae.

## Répartition
Cette espèce se rencontre dans le sud de l'Amérique du Nord jusqu'à environ 1 980 m d'altitude, :
- aux États-Unis, en Californie, au Nevada, dans le sud de l'Utah, au Colorado, dans le Sud-Ouest du Kansas, en Oklahoma, au Texas, au Nouveau-Mexique et en Arizona ;
- dans la moitié Nord du Mexique en Basse-Californie, en Basse-Californie du Sud, au Sonora, au Sinaloa, au Nayarit, au Chihuahua, au Durango, au Coahuila, au Nuevo León, au Tamaulipas, au Zacatecas, au San Luis Potosí, en Aguascalientes, au Jalisco, au Guanajuato.

## Publication originale
- Baird & Girard, 1852 : Characteristics of some new reptiles in the Museum of the Smithsonian Institution, part 3. Proceedings of the Academy of Natural Sciences of Philadelphia, vol. 6, p. 173 (texte intégral).